# Nguyễn Trần Trung Quân
Nguyễn Trần Trung Quân (sinh ngày 16 tháng 11 năm 1992) là một nam ca sĩ, nhạc sĩ sáng tác ca khúc kiêm nhà sản xuất thu âm người Việt Nam. Theo học tại Học viện Âm nhạc Quốc gia Việt Nam từ nhỏ, Trung Quân sớm tham gia sự nghiệp ca hát chuyên nghiệp thông qua nhiều cuộc thi trên toàn quốc, tiêu biểu có giải "Ca sĩ trẻ triển vọng" ở dòng nhạc nhẹ tại Sao Mai 2011 và top 4 cuộc thi Sao Mai điểm hẹn 2012.
Ngày 16 tháng 10 năm 2014, Trung Quân cho phát hành album phòng thu đầu tay có tên Khởi hành, sản xuất bởi Khắc Hưng theo phong cách electropop. Album nhận được đánh giá tích cực từ giới chuyên môn, giúp anh có được cú đúp giải thưởng quan trọng tại giải Cống hiến năm 2015 cho "Album của năm" và "Nghệ sĩ mới của năm".

## Tiểu sử
Sinh ra tại Hà Nội và lớn lên trong một gia đình không theo âm nhạc, năng khiếu thanh nhạc Trung Quân được phát triển từ khi còn rất nhỏ. Anh giành chiến thắng tại nhiều cuộc thi ca hát lớn nhỏ lúc còn ở độ tuổi thiếu niên.
Mới đầu theo học chuyên ngành piano tại trường Cao đẳng Nghệ thuật Hà Nội nhưng Trung Quân đã chuyển sang chuyên ngành thanh nhạc. Vào năm 2009, Trung Quân đã thi vào Học viện Âm nhạc Quốc gia Việt Nam và đỗ thủ khoa.
Tại trường này, Trung Quân theo học giảng viên NSND Quang Thọ và NSND Quốc Hưng (nay là trưởng khoa thanh nhạc Học viện Âm nhạc Quốc gia Việt Nam) và học thêm nhạc nhẹ với giảng viên Dương Minh Ánh (chủ nhiệm khoa thanh nhạc, trường Cao đẳng Nghệ thuật Hà Nội). Ngoài ra Trung Quân được sự hướng dẫn thêm về chuyên môn từ nghệ sĩ ưu tú Thanh Lam.
Năm 2010, Trung Quân tham gia chương trình "gương mặt sinh viên Facelook" do Trung ương Đoàn và Báo Sinh Viên Việt Nam tổ chức và đã giành giải "Sinh Viên tài năng toàn quốc Facelook 2010". Cuối năm 2010 Trung Quân tham gia chương trình "Ban nhạc Tốp hát" do thành phố Hà Nội tổ chức và được lọt vào mắt xanh của nhạc sỹ Lê Minh Sơn.
Năm 2011, Trung Quân thử sức với cuộc thi Tiếng hát truyền hình giải Sao Mai. Vượt qua 5 vòng loại, 4000 thí sinh toàn quốc, Trung Quân đã lọt vào top 9 dòng nhạc nhẹ Sao mai 2011 và đã đạt giải “Ca sĩ trẻ triển vọng”.
Sau một năm giành giải ca sĩ trẻ triển vọng của Sao Mai 2011, Trung Quân đăng kí tham gia chương trình Sao Mai Điểm Hẹn. Trung Quân đã may mắn đi được 9/10 tuần của cuộc thi và dừng lại ở top 4 ca sĩ xuất sắc nhất.
Đầu năm 2018, Trung Quân đánh dấu một sự chuyển mình vô cùng đặc sắc trong Màu nước mắt.
Năm 2019, Trung Quân cộng tác với giám đốc sáng tạo Denis Đặng, cho ra sản phẩm Tự tâm (tiếp nối là MV Canh ba vào đầu năm 2020) mang màu sắc BL cổ trang, đã thu hút sự ủng hộ của giới trẻ, và mang lại cho anh một lượng người hâm mộ đông đảo.
Sau 4 năm ấp ủ, Ngày 7 tháng 7 năm 2024 ca sĩ - nhạc sĩ Nguyễn Trần Trung Quân cùng giám đốc sáng tạo Denis Đặng tái xuất làng nhạc với dự án mới mang tên "Tự tâm hòa tâm" - phần tiếp theo của chuỗi dự án "Tự tâm".

## Tai tiếng

### 2019: Đường chín đoạn
Vụ việc xảy ra khi khán giả Trung Quốc bình luận trái chiều với những bài viết tại trang cá nhân Facebook của Nguyễn Trần Trung Quân nhằm thể hiện quan điểm chính trị. Sau đó, anh đã xoá tất cả bài viết về việc tẩy chay 'đường lưỡi bò'. Hành động này được thực hiện khi video âm nhạc "Tự tâm" của anh nhận được ủng hộ của khán giả tại nhiều quốc gia, trong đó cả từ khán giả Trung. Tuy nhiên, anh đã bị khán giả Việt Nam chỉ trích. Quân sau đó giải thích rằng anh muốn 'ngăn chặn sự kích động' khi facebook của anh đang thu hút khán giả ở nhiều quốc gia: 
Minh Tú, Báo điện tử Phụ nữ, 8 tháng 11 năm 2019.
"Về bài post phản đối "đường lưỡi bò" phi pháp trước đây, khi có nhiều tài khoản từ Trung Quốc (hoặc một số nước khác vào tranh luận), Quân đã chủ động xóa bài post khi cảm thấy luồng ý kiến từ dư luận hai bên khác nhau không dựa trên cơ sở luật pháp và chứng cứ lịch sử - vốn là cơ sở mà Chính phủ Việt Nam dùng để đấu tranh, nhất là quan điểm từ một bộ phận người dùng mạng xã hội có tài khoản nghi là từ Trung Quốc, điều này không đúng với tinh thần trao đổi thẳng thắn, tôn trọng khác biệt, tôn trọng lẫn nhau. Đó cũng không phải tiêu chuẩn trên trang cá nhân của Quân – nơi có rất nhiều bạn trẻ đang theo dõi, thậm chí có dấu hiệu vượt ngoài khả năng kiểm soát của Quân. Hành động của Quân nhằm ngăm chặn sự kích động không cần thiết. Tuy nhiên, điều đó không phủ nhận quan điểm mà Quân sẽ tái khẳng định dưới đây".
Quân xác định rõ: 
"Việc phản đối cách hành xử ngang ngược, luận điệu sai trái của chính phủ Trung Quốc và những người cực đoan không phủ nhận thực tiễn nhân dân hai nước duy trì trao đổi kinh tế, văn hóa, bao gồm âm nhạc để tăng cường hiểu biết, thân thiện với nhau". Dù cho khán giả Trung Quốc phản đối quan điểm của anh về vấn đề chủ quyền và đường lưỡi bò phi pháp anh vẫn "[...] trân trọng tình cảm mà họ dành cho sản phẩm âm nhạc của Quân, đây là hai vấn đề khác nhau. Giống như quan điểm của chính phủ Trung Quốc Đại lục và chính quyền đảo Đài Loan khác nhau nhưng không thể ngăn cản nhân dân hai bờ eo biển hợp tác về kinh tế, văn hóa, các nghệ sĩ bên này vẫn thường xuyên cống hiến cho khán giả bên kia để góp phần duy trì hòa khí".
Tuy nhiên, bài viết của nam ca sĩ vẫn chưa 'dập tắt' được nhiều ý kiến trái chiều từ khán giả. Sau đó, anh tiếp tục lên tiếng khẳng định lại chủ quyền Việt Nam và giải thích thêm: "Quân đang cố gắng vì điều đó với sự ủng hộ, góp ý, chỉ bảo của mọi người. Nghệ thuật đương đại Việt Nam xứng đáng có một dấu tương đương với nhiều cường quốc văn hóa khác. Quân sẽ không ngừng nỗ lực khắc phục những thiếu sót để đáp ứng lại tình cảm của người hâm mộ Việt Nam và các thị trường quốc tế bằng các sản phẩm nghệ thuật. Và Quân cũng phản đối bất cứ ai lợi dụng nghệ thuật hoặc nâng cao quan điểm để phục vụ mưu đồ chính trị, chia rẽ giữa Quân với người hâm mộ trong nước".
Vụ việc sau đó đã khiến Nguyễn Trần Trung Quân phải không ngừng củng cố lại hình ảnh của anh.

### 2020: Từ thiện
Tháng 10 năm 2020, Nguyễn Trần Trung Quân bị cộng đồng mạng chỉ trích do những thông tin trên thùng hàng cứu trợ miền Trung của anh và Denis Đặng để kích thước quá to. Họ cho rằng anh lợi dụng chuyện này nhằm đánh bóng tên tuổi. Sau đó, Quân đã giải thích rằng: "[...] việc dán tên chỉ có ở các thùng hàng trên cùng để dễ phân biệt, không phải dán ở tất cả các thùng" và "Dán tên lên một số thùng hàng cứu trợ đại diện để chứng minh rằng hàng hoá đến đúng nơi cần giúp đỡ, cũng là một quá trình để mọi thứ luôn được công khai, rõ ràng. Đó là trách nhiệm mà tôi phải đảm nhận, dẫu có thể bị đánh giá, hoặc có hiểu lầm không hay".

## Danh sách đĩa nhạc

### Album phòng thu
- Khởi hành (2014)

### Đĩa đơn
- Giáng sinh yên bình (2013)
- Một người tôi luôn kiếm tìm (2012)
- Nơi ta bắt đầu - với SAMBI (2012)
- Gió mùa về (2013)
- Chạm (2013)
- Trôi (2013)
- Diva’s Cover (2013)
- Gọi anh - với Bảo Trâm Idol (2013)
- Nghiêng (2014)[8]
- Ngày khát (2015)
- Mẹ yêu - với Erik (2016)
- Trong trí nhớ của anh (9-1-2018)
- Màu nước mắt (9-11-2018)
- Tự tâm (28-10-2019)
- Canh ba (3-1-2020)
- Anh cần thời gian để trái tim mau lành lại (1-6-2020)
- Nước chảy hoa trôi (24-3-2021)
- Nhẫn tâm là em (8-9-2022)
- Tâm ma (OST Quỷ Cẩu) - với Megashock (4-1-2024)

## Giải thưởng
- Giành giải thưởng WeChoice Awards 2019 tại hai hạng mục "Ca sĩ có hoạt động đột phá" và "Music Video của năm" với MV "Tự Tâm".
- Đội nhà sản xuất Khắc Hưng – Nguyễn Trần Trung Quân là quán quân mùa đầu tiên chương trình “Dream High – Khởi đầu ước mơ” năm 2016.
- Đạt hai giải “Album của năm”, “Nghệ sĩ mới của năm” thuộc Giải thưởng âm nhạc Cống hiến năm 2015.[9]
- Top 4 ca sĩ xuất sắc nhất "Sao Mai Điểm Hẹn" năm 2012[10]
- Giải triển vọng và thí sinh nhỏ tuổi nhất “Sao Mai” năm 2011.
- Giải gương mặt tài năng toàn quốc “Facelook” năm 2010.
- Giải ca sĩ trẻ triển vọng “Liên hoan ban nhạc tốp hát TP. Hà Nội” năm 2010.
- Top 30 Hot Vteen khu vực miền Bắc năm 2009.
- Giải Nhất “Tiếng hát tuổi hồng TP. Hà Nội” năm 2007.
- Giải Nhất “Giọng hát” năm 2006.
- Giải Nhì liên hoan ca khúc dân ca Bắc Bộ năm 2005.
- Giải gương mặt ấn tượng "Đơn ca họa mi" toàn quốc năm 2002.